# Muna Lee
Muna Lee, ameriška atletinja, * 30. oktober 1981, Little Rock, Arkansas, ZDA.
Nastopila je na poletnih olimpijskih igrah v letih 2004 in 2008, dosegla je četrto in sedmo mesto v teku na 200 m ter peto mesto v teku na 100 m. Na svetovnih prvenstvih je osvojila naslov prvakinje v štafeti 4x100 m leta 2005. Leta 2008 je osvojila naslov ameriške državne prvakinje v teku na 100 m.